# Berendtimiridae
Berendtimiridae (лат.) — семейство вымерших насекомых из отряда жесткокрылых.

## Описание
Окаменелости обоих видов семейства были найдены в балтийском янтаре.

## Классификация
На январь 2021 года в семейство включают 2 вымерших монотипических рода:
- Род Berendtimirus Winkler, 1987
  - Berendtimirus progenitor Winkler, 1987
- Род Retromalisus Kazantsev, 2020
  - Retromalisus damzeni Kazantsev, 2020